# 珍·克爾
珍·克爾，羅克斯堡伯爵夫人（英語：Jean Ker, Countess of Roxburghe；約1585年—1643年），本姓德拉蒙德，是一名英國貴族。
她出生時名字叫珍·德拉蒙德，是帕特里克·德拉蒙德，第三代德拉蒙德勳爵（Patrick Drummond, 3rd Lord Drummond）和第一任妻子伊麗莎白（Elizabeth）的女兒。1603年，隨著蘇格蘭詹姆士六世加入英格蘭王位（如詹姆士一世），她陪同他的丹麥王后安妮前往斯特靈城堡，監護他們的兒子羅斯泰公爵，然後前往倫敦不久之後，她擔任城堡的女主人。
1607年8月，她與阿蓋爾第七世伯爵阿奇博爾德·坎貝爾（Archibald Campbell）之間安排了婚約，但沒有完成婚禮。反而，她於1614年2月3日成為羅伯特·克羅（Robert Ker）的第二任妻子（後來成為羅克斯堡的伯爵）。婚禮在薩默塞特宮舉行，由國王和王后出席。
在1630年，查理一世當時希望任命伯爵夫人為他的兒子威爾士親王（後來的查爾斯二世）的家庭教師，但被因為她的宗教信仰為理由而遭到反對，後來任命了多賽特伯爵夫人。
在1642年，羅克希博格夫人被任命為瑪麗公主和亨利王子與伊麗莎白公主的家庭教師。在與奧蘭治威廉王子結婚後，伯爵夫人伴隨瑪麗公主前往海牙。航行到荷蘭的時候，皇家艦隊的一艘船在惡劣天氣下沉沒了。2014年，在荷蘭泰克塞爾島上發現了一件屬於伯爵夫人的絲綢裙子。
在她回到英國時，斯坦霍普夫人把女伯爵替換為瑪麗公主的家庭教師。她把她的家庭教師交給亨利和伊麗莎白，第二年就去世了。

## 外部連結
- Payne, Helen - Ker/Kerr; née Drummond, Jane/Jean, countess of Roxburghe (b. in or before 1585, d. 1643), courtier - ODNB